# Tour de France 2011/21. Etappe
Die 21. und letzte Etappe der Tour de France 2011 am 24. Juli führte über 95 Kilometer von Créteil nach Paris auf den Rundkurs der Champs-Élysées. Dort auch wurde der Zwischensprint ausgefahren. Wie am Vortag gingen noch 167 der 198 gemeldeten Fahrer an den Start.

## Rennverlauf
Nach der Einweihung einer Stele zu Ehren von Laurent Fignon und einer Schweigeminute für die Opfer des Doppelanschlags in Norwegen begann die letzte Etappe wie üblich in langsamen Tempo, um Zeit für Fotosessions zu haben. Dabei präsentierten sich der Träger des Gelben Trikots, Cadel Evans, mit seinem BMC Racing Team und die übrigen Trikotträger; auch der obligatorische Champagner wurde wieder gereicht. Die Route führte auch am neuen Hauptsitz der LCL, dem Hauptsponsor der Rundfahrt, vorbei. Jérémy Roy wurde etwas später zum kämpferischsten Fahrer der Rundfahrt ernannt.
Mit der Einfahrt in den Rundkurs am Place de la Concorde verschärfte sich das Tempo des Rennens, wobei sich das BMC-Team nochmals zeigte. Juan Antonio Flecha war der erste Angreifer. Weitere Fahrer folgten, unter anderem Thomas Voeckler und David Moncoutié, die aber alle wieder eingeholt wurden. Ein nächster Angriff erfolgte durch Rui Costa, dem Sylvain Chavanel folgte, aber auch diese beiden wurden kurz darauf wieder eingeholt. Ben Swift war der Erste, der sich deutlicher absetzen konnte. Ihm schlossen sich Sérgio Paulinho, Kristijan Koren, Christophe Riblon, Roy und Lars Bak an. Koren gewann den kurz darauf ausgefahrenen Zwischensprint, den siebten Platz hinter der Gruppe errang Mark Cavendish. Die Gruppe konnte aber nicht mehr als 40 Sekunden auf das Feld herausfahren. Carlos Barredo stürzte, was aber ohne Folgen blieb.
Nachdem die letzte Runde eingeleitet worden und das Feld näher an die Ausreißer herangekommen war, griff dieser aus dem Feld heraus an. In der Führungsgruppe lösten sich Swift und Bak von ihren vier Begleitern, wurden aber nach diesen und Barredo zwei Kilometer vor dem Ziel ebenfalls vom Feld eingefangen. Anschließend führten Thor Hushovd für das Team Garmin-Cervélo und Philippe Gilbert für Omega Pharma-Lotto das Feld an. Matthew Goss und Mark Renshaw fuhren den Sprint für Cavendish an, der diesen gegen Edvald Boasson Hagen und André Greipel gewinnen konnte.

## Punktewertung
| Zwischensprint in Paris, Champs-Élysées nach 59,5 km auf 53 m |                        |                            |         |
| 1.                                                            | Slowenien              | Kristijan Koren (LIQ)      | 20 Pkt. |
| 2.                                                            | Frankreich             | Jérémy Roy (FDJ)           | 17 Pkt. |
| 3.                                                            | Portugal               | Sérgio Paulinho (RSH)      | 15 Pkt. |
| 4.                                                            | Danemark               | Lars Bak (THR)             | 13 Pkt. |
| 5.                                                            | Frankreich             | Christophe Riblon (ALM)    | 11 Pkt. |
| 6.                                                            | Vereinigtes Konigreich | Ben Swift (SKY)            | 10 Pkt. |
| 7.                                                            | Vereinigtes Konigreich | Mark Cavendish (THR)       | 9 Pkt.  |
| 8.                                                            | Australien             | Matthew Goss (THR)         | 8 Pkt.  |
| 9.                                                            | Spanien                | José Joaquín Rojas (MOV)   | 7 Pkt.  |
| 10.                                                           | Belgien                | Philippe Gilbert (OLO)     | 6 Pkt.  |
| 11.                                                           | Australien             | Mark Renshaw (THR)         | 5 Pkt.  |
| 12.                                                           | Osterreich             | Bernhard Eisel (THR)       | 4 Pkt.  |
| 13.                                                           | Belgien                | Thomas De Gendt (VCD)      | 3 Pkt.  |
| 14.                                                           | Litauen                | Ramūnas Navardauskas (GRM) | 2 Pkt.  |
| 15.                                                           | Deutschland            | Tony Martin (THR)          | 1 Pkt.  |

| Etappenziel in Paris, Champs-Élysées nach 95 km auf 38 m |                        |                              |         |
| 1.                                                       | Vereinigtes Konigreich | Mark Cavendish (THR)         | 45 Pkt. |
| 2.                                                       | Norwegen               | Edvald Boasson Hagen (SKY)   | 35 Pkt. |
| 3.                                                       | Deutschland            | André Greipel (OLO)          | 30 Pkt. |
| 4.                                                       | Vereinigte Staaten     | Tyler Farrar (GRM)           | 26 Pkt. |
| 5.                                                       | Schweiz                | Fabian Cancellara (LEO)      | 22 Pkt. |
| 6.                                                       | Italien                | Daniel Oss (LIQ)             | 20 Pkt. |
| 7.                                                       | Slowenien              | Borut Božič (VCD)            | 18 Pkt. |
| 8.                                                       | Litauen                | Tomas Vaitkus (AST)          | 16 Pkt. |
| 9.                                                       | Deutschland            | Gerald Ciolek (QST)          | 14 Pkt. |
| 10.                                                      | Frankreich             | Jimmy Engoulvent (SAU)       | 12 Pkt. |
| 11.                                                      | Frankreich             | Sébastien Hinault (ALM)      | 10 Pkt. |
| 12.                                                      | Slowenien              | Grega Bole (LAM)             | 8 Pkt.  |
| 13.                                                      | Australien             | Mark Renshaw (THR)           | 6 Pkt.  |
| 14.                                                      | Spanien                | Juan Antonio Flecha (SKY)    | 4 Pkt.  |
| 15.                                                      | Spanien                | Francisco José Ventoso (MOV) | 2 Pkt.  |